# 法國外籍兵團第2外籍傘兵團
法國外籍兵團第二傘兵團是法國外籍兵團的一員，駐紮於法國上科西嘉省卡爾維，目前隸屬於法國第11傘兵旅。

## 沿革
- 1948年：創設第1與第2外籍傘兵團，並前往法屬印度支那參加法越戰爭（至1954年）。
- 1954年：參加阿爾及利亞戰爭（至1962年）。阿爾及利亞叛變爆發後，第1外籍傘兵團遭解散
- 1979年：前往查德。
- 1983年：前往黎巴嫩。
- 1989年：前往加彭。
- 1991年：參加波斯灣戰爭。
- 1992年：柬埔寨內戰結束後，加入聯合國部隊駐紮柬埔寨。
- 1993年：至波士尼亞戰爭與盧安達內戰負責維和行動。
- 1996年：前往馬其頓共和國。
- 2001年：參加阿富汗戰爭與科索沃戰爭。
- 2002年：前往象牙海岸。

## 編制

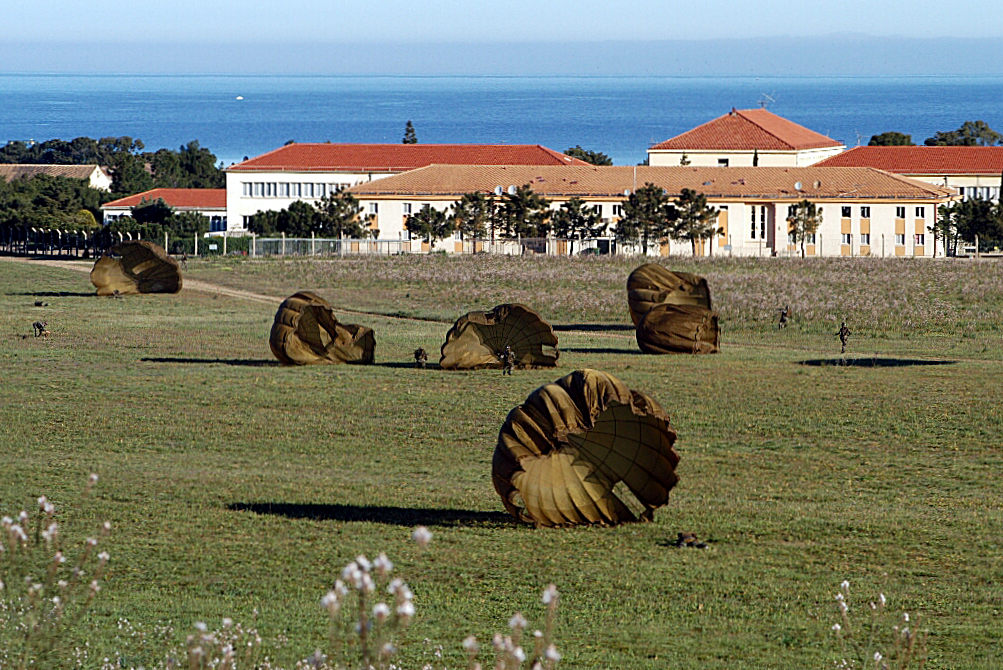
跳傘訓練中

- 團本部
- 本部連
- 管理支援連
- 偵查支援連
- 第1連 - 街道戰
- 第2連 - 山地戰
- 第3連 - 登陸戰
- 第4連 - 狙擊、爆破、破壞
- 第5連 - 後勤[來源請求]

- 技術部等等人員編制上歸屬於皆本團，包括非兵團成員的法國軍人，目前約有1,200名成員。

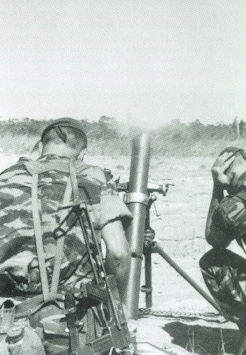
1978年時在剛果民主共和國使用迫擊砲的第2外籍傘兵團士兵

## 裝備
- 貝瑞塔92
- FAMAS
- FR-F2
- FN Minimi
- AAT-F1
- AA-52
- 白朗寧M2
- RTF1 120mm迫擊砲
- LLR 81mm迫擊砲
- ERYX反坦克導彈
- 米蘭反坦克飛彈
- HOT式反坦克飛彈
- AMX-10RC裝甲車
- VAB裝甲車
- VBL裝甲車
- 標緻P4
- TRM 2000卡車
- TRM 4000卡車

## 外部連結
- 法國外籍兵團第2外籍傘兵團官方網站 （法文）